# Kṣemarāja
Kṣemarāja (Kashmir, X secolo – XI secolo) è stato un filosofo indiano.

## Vita e opere
Kṣemarāja fu il più illustre e noto discepolo del filosofo indiano Abhinavagupta, il grande sistematore delle tradizioni shivaite non dualiste. Visse nel Kashmir tra la fine del X secolo e la metà del successivo, ma poco o nulla si sa della sua vita.
Fra le sue opere maggiori va senz'altro menzionato il Pratyabhijñāhṛdya, "Il Cuore del Riconoscimento", opera che si può ascrivere nella scuola Pratyabhijñā dello shivaismo del Kashmir, ma nella quale il filosofo lascia però trasparire una predilezione per un'altra scuola, quella del Krama. Al di là del pensiero esposto in quest'opera, Kṣemarāja è comunque da considerarsi principalmente un esponente della scuola del Trika.
Notevole è la sua stesura di commenti, tra i quali lo Śivasūtravimarśinī, commento agli Śivasūtra del filosofo Vasugupta, opera quest'ultima fondamentale per tutte le scuole sopra menzionate; commentò inoltre due volte la Spandakārikā con la Spandanirṇaya e lo Spandasaṃdoha, opere e commenti centrali nella scuola kashmira dello Spanda; lo Svacchanda Tantra; il Netra Tantra; gli Strovāli, inni del filosofo e poeta Utpaladeva; gli Stavacintāmaṇi, inni del poeta Bhaṭṭa Nārāyaṇa; eccetera.

## Śivasūtravimarśinī
Gli Śivasūtra sono un'opera estremamente concisa e oscura, 77 sūtra rivelati da Śiva a Vasugupta, secondo quanto riferisce Kṣemarāja stesso nella parte introduttiva di questo commento. Questa concisione fa sì che essi si prestino a essere letti secondo differenti interpretazioni. Originariamente furono considerati come pertinenti alla scuola dello Spanda, Kṣemarāja ne dà invece una lettura più vicina alla scuola del Trika.
La distinzione originaria in tre parti degli Śivasūtra viene associata da Kṣemarāja ai tre mezzi che conducono all'identificazione con Śiva, Dio supremo: mezzi divini, mezzi basati sulla Potenza (śakta), mezzi individuali. È la classica distinzione tripartita propria del Trika: Śiva, Śakti, Aṇu (Dio, Potenza, Individuo).
Per esempio i primi sūtra delle tre sezioni così recitano:
- «Il sé è coscienza.»
- «Il mantra è coscienza.»
- «Il sé è la mente.»

Non si tratta di tre definizioni distinte, ma di tre aspetti differenti.
Secondo il commentatore: il primo sūtra afferma che la coscienza è ciò che sopra ogni altra qualità caratterizza il Sé, Ātman, e che quindi tutto è dotato di coscienza; Kṣemarāja aggiunge anche che la coscienza suprema è solo quella di Dio. Il secondo ci dice che attraverso i mantra, mezzo basato sulla Potenza, l'individuo può raggiungere la consapevolezza riflessa (vimarśa) della suprema Coscienza, cioè Dio. Nella condizione limitata in cui si trova l'individuo, e siamo alla terza parte, è la mente (citta) che si identifica con l'anima individuale, il sé individuale o aṇu, il quale è quindi soggetto a trasmigrazione proprio poiché ignaro della sua vera natura, che è Coscienza.
I mezzi basati sulla Potenza, che consistono di mantra e mudrā resi manifesti dal maestro (guru), sono per coloro che hanno la capacità di utilizzare la śakti, l'"energia" divina, come sostiene Kṣemarāja nella conclusione della seconda parte. Per coloro che invece difettano di questa capacità di concentrazione, Śiva, per tramite di Vasugupta, espone i mezzi individuali nell'ultima parte.
Questi sono la meditazione, il controllo della respirazione, la concentrazione (dhāraṇā), la ritrazione (pratyāhāra) e l'assorbimento totale (samādhi). Questi mezzi sono detti individuali perché basati soprattutto sul corpo formato di elementi grossi. Questi mezzi, sostiene il nostro, non sono illustrati nei testi della scuola Spanda, che è invece basata sui mezzi della Potenza.
Nel commentare l'ultimo sūtra:
- «Si avrà ulteriormente un richiudersi»

Kṣemarāja così interpreta:
(Kṣemarāja, dal commento a III.45; in Vasugupta, 1999)
Il "richiudersi" (nīmilana) è quindi un convergere verso la Coscienza, e per questo è al contempo anche un "aprirsi" (unīmilana) della natura autentica.